# Carex cherokeensis
Carex cherokeensis là một loài thực vật có hoa trong họ Cói. Loài này được Schwein. mô tả khoa học đầu tiên năm 1826.